# Eri Yonamine
Eri Yonamine (em japonês : 與那嶺恵理), nascida em 25 de abril de 1991, é uma ciclista japonesa, membro da equipa Alé Cipollini. É também campeã do Japão de contrarrelógio em 2013, 2015, 2016, 2017, 2018, 2019, e campeã do Japão da Ciclismo em estrada em 2013, 2016, 2017, 2018, 2019 e de BTT em 2014.

## Biografia
Nos campeonatos mundiais em estrada de 2016, é a primeira a atacar. Percorre quarenta quilómetros sozinhos antes de ser apanhada por Nicole Hanselmann. O seu avanço culmina a um minuto. O pelotão retoma-os a 70 quilómetros da chegada.

## Palmarés em estrada

### Por ano
- 2012
  - Tour de Okinawa
  - 2.º do campeonato do Japão em estrada
  - 2.º do campeonato do Japão da contrarrelógio
- 2013
  -  Campeã do Japão em estrada
  -  Campeã do Japão da contrarrelógio
  - 8.º do Campeonato Asiático em estrada
- 2014
  - 2.º do campeonato do Japão em estrada
  - 2.º do campeonato do Japão contrarrelógio
  -  Medalha de prata do Campeonato Asiático da contrarrelógio
- 2015
  -  Campeã do Japão da contrarrelógio
  - 2.º do campeonato do Japão em estrada
- 2016
  -  Campeã do Japão em estrada
  -  Campeã do Japão da contrarrelógio
  - 3.º da Redlands Bicycle Classic
- 2017
  -  Campeã do Japão em estrada
  -  Campeã do Japão da contrarrelógio
- 2018
  -  Campeã do Japão em estrada
  -  Campeã do Japão da contrarrelógio
  -  Medalha de prata do contrarrelógio nos Jogos Asiáticos
  -  Medalha de bronze da Ciclismo em estrada nos Jogos asiáticos
- 2019
  -  Campeã do Japão em estrada
  -  Campeã do Japão do contrarrelógio

### Classificação UCI
| Ano            | 2013 | 2014 | 2015 | 2016 | 2017 | 2018 | 2019 | 2020 | 2021 | 2022 | 2023 | 2024 |
| -------------- | ---- | ---- | ---- | ---- | ---- | ---- | ---- | ---- | ---- | ---- | ---- | ---- |
| UCI Ranking    | 165. | 178. | 269. | 90.  | 180. | 103. | 115. | 319. | 397. | 194. | 248. | 255. |
| UCI World Tour |      |      |      | 106. | 104. | 149. | 96.  | 153. | 175. | 155. | -    | -    |
|                |      |      |      |      |      |      |      |      |      |      |      |      |
| Fonte: UCI     |      |      |      |      |      |      |      |      |      |      |      |      |

## Palmarés em VTT
- 2014
  -  Campeã do Japão de cross-country
  -  Medalha de prata ao Campeonato Asiático de relevo por equipas

## Palmarés em ciclocross
- 2013-2014
  - 2.º do campeonato do Japão de ciclocross
- 2015-2016
  - TOHOKU CX Project Inawashiro Round, Inawashiro
  - KANSAI Cyclo Cross MAKINO Round, Takashima
  - 3.º do campeonato do Japão de ciclocross
- 2016-2017
  - TOHOKU CX Project Inawashiro Round, Inawashiro
  - 3.º do campeonato do Japão de ciclocross
- 2017-2018
  - TOHOKU CX Project Inawashiro Round, Inawashiro
  - Starlight-cross, Chiba
  - KANSAI Cyclo Cross MAKINO Round, Takashima
  - 3.º do campeonato do Japão de ciclocross
- 2018-2019
  - Sagae Round Tohoku CX Séries, Sagae
  - 3.º do campeonato do Japão de ciclocross